# 山口喜久一郎 (政治家)

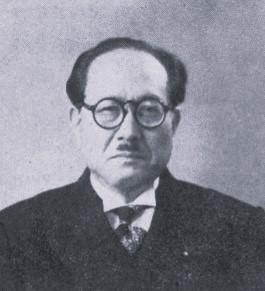
山口喜久一郎

山口 喜久一郎（やまぐち きくいちろう、1897年5月11日 - 1981年5月6日）は日本の政治家、第52代衆議院議長（在任期間・1965年12月20日 - 1966年12月3日）。長崎県佐世保市出身（選挙区は和歌山県）。栄典は勲一等旭日大綬章、佐世保市名誉市民。

## 来歴・人物
1915年旧制鹿島中学（現佐賀県立鹿島高等学校）卒業。1920年早稲田大学専門部中退。株式ブローカー、岡崎邦輔秘書を経て、1930年和歌山県会議員に当選。1937年の第20回衆議院議員総選挙に当時の旧和歌山1区から立憲政友会公認で立候補するが落選。同年より県会議長を2期務めた後、1942年の第21回衆議院議員総選挙（翼賛選挙）に前回と同じく旧和歌山1区から非推薦で立候補し衆議院議員に初当選。以後11回連続当選を果たす。
戦後は日本自由党の結党に参加し、その後は民主自由党・自由党・自由民主党に所属した。主に議会運営・国会対策畑で活動した。1949年第3次吉田内閣国務大臣（賠償庁長官、大野伴睦の取りなしによる）、保守合同後は1958年第2次岸内閣に国務大臣（行政管理庁長官兼北海道開発庁長官）として入閣。なお、戸川猪佐武『小説吉田学校』に登場する「中井川隆一郎」は、山口がモデルである。
1965年、船田中の後任として衆議院議長に就任したが、当時不祥事で問題となっていた、手形割引業者東京大証・水野繁彦社長の結婚式で仲人を務めていたことが発覚し、翌年の1966年辞任を余儀なくされた（東京大証社長仲人問題）。1969年の第32回衆議院議員総選挙に落選し、引退した。秘書として中西啓介が仕えていた。1981年5月6日、83歳にて死去。

## 演じた俳優
- 鈴木瑞穂（『小説吉田学校』、1983年）※役名は中井川隆一郎。